# Liste der Biografien/Schet
Liste der Biografien |
Portal Biografien |
Personensuche
# |
A |
B |
C |
D |
E |
F |
G |
H |
I |
J |
K |
L |
M |
N |
O |
P |
Q |
R |
S |
T |
U |
V |
W |
X |
Y |
Z |
?
 
Sa |
Sb |
Sc |
Sd |
Se |
Sf |
Sg |
Sh |
Si |
Sj |
Sk |
Sl |
Sm |
Sn |
So |
Sp |
Sq |
Sr |
Ss |
St |
Su |
Sv |
Sw |
Sy |
Sz
 
Sca–Sce |
Sch |
Sci–Scz
 
Scha |
Schc |
Schd |
Sche |
Schg |
Schi |
Schj |
Schk |
Schl |
Schm |
Schn |
Scho |
Schp |
Schr |
Schs |
Scht |
Schu |
Schv |
Schw |
Schy
 
Scheb |
Schec |
Sched |
Schee |
Schef |
Scheg |
Scheh |
Schei |
Schej |
Schek |
Schel |
Schem |
Schen |
Schep |
Scher |
Sches |
Schet |
Scheu |
Schev |
Schew |
Schex |
Schey
Die Liste der Biografien führt alle Personen auf, die in der deutschsprachigen Wikipedia einen Artikel haben. Dieses ist eine Teilliste mit 47 Einträgen von Personen, deren Namen mit den Buchstaben „Schet“ beginnt.

## Schet
- Schet, Mitchell (* 1988), niederländischer Fußballspieler

### Scheta
- Schetalin, Wassili Wjatscheslawowitsch (* 1982), belarussisch-russischer Biathlet
- Schetar-Bosnai, persischer Beamter

### Schete
- Schetelich, Maria (* 1938), deutsche Indologin
- Schetelich, Wolfgang (1919–1985), deutscher Organist
- Schetelig, Jacob August (1764–1833), deutscher Mediziner und Politiker
- Schetelig, Karl Martin Ludwig (1808–1881), deutscher Industrieller

### Scheti
- Schetilin, Markus, deutscher Brigadegeneral der Luftwaffe
- Schetinin, Michail Petrowitsch (1944–2019), russischer Schuldirektor
- Schetino, Andrés (* 1994), uruguayischer Fußballspieler

### Schetk
- Schetky, George (1776–1831), schottisch-amerikanischer Komponist, Cellist und Musikverleger
- Schetky, Johann Georg Christoph (1737–1824), deutsch-schottischer Violoncellist und Komponist

### Schetp
- Schetpisbajew, Arman (* 1971), kasachischer Politiker

### Schets
- Schets, Steve (* 1984), belgischer Radrennfahrer
- Schetsche, Michael (* 1956), deutscher Soziologe und Sozialpsychologe
- Schetschew, Dobromir (* 1942), bulgarischer Fußballspieler und -trainer

### Schett
- Schett, Barbara (* 1976), österreichische TennisspielerinBarbara Schett (* 1976)

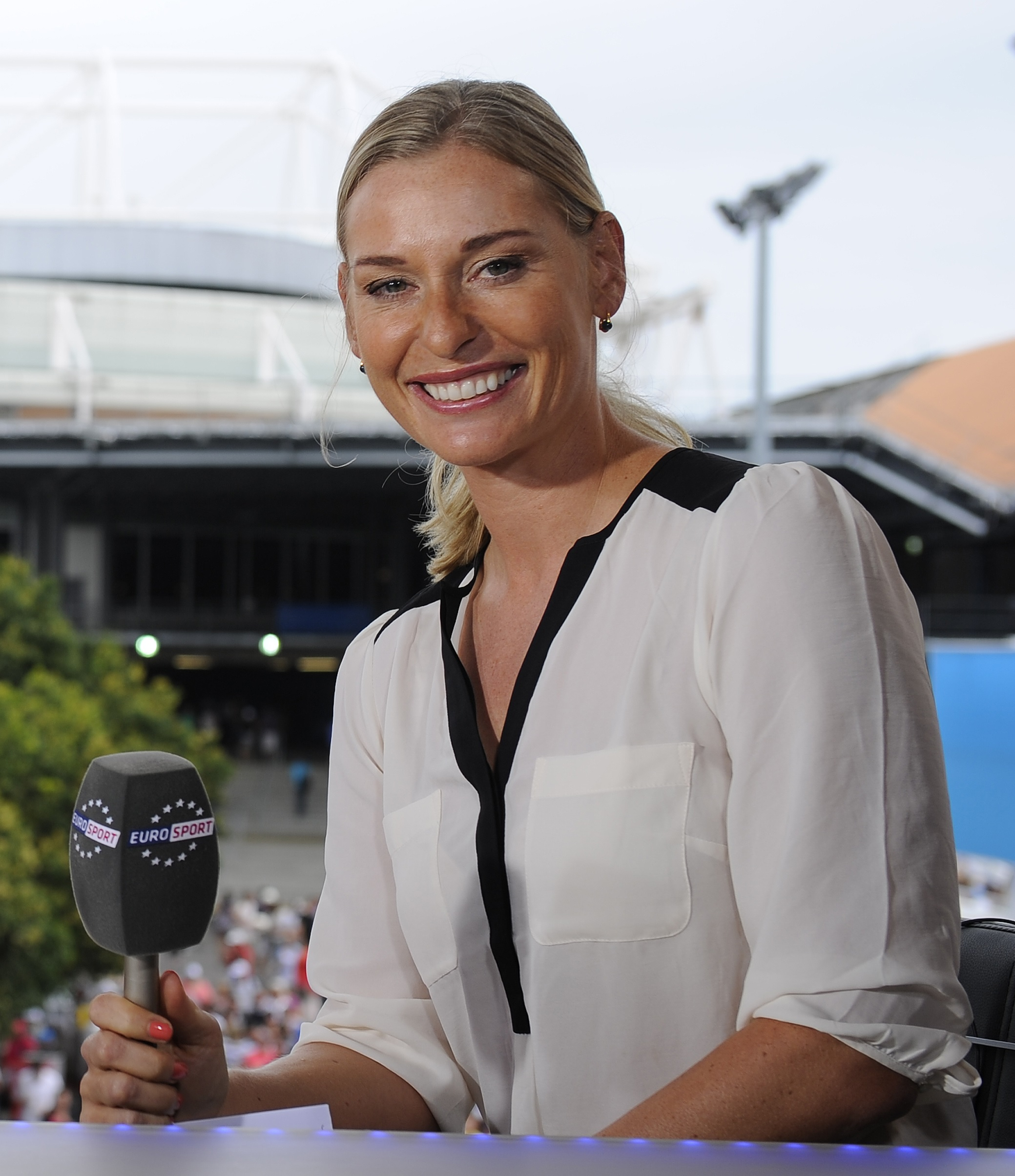
Barbara Schett (* 1976)

- Schett, Georg, Leibarzt des sächsischen Herzogs Johann Friedrich und des Kurfürsten Moritz
- Schett, Josef (* 1960), österreichischer Politiker (VT), Unternehmer und Landtagsabgeordneter in Tirol
- Schett, Katharina (* 1992), deutsche Behindertensportlerin im Bogenschießen
- Schett, Wolfgang (* 1949), Schweizer Architekt und Universitätsprofessor
- Schettel, Johannes (* 1959), deutscher Rennrodler
- Schetter, Conrad (* 1966), deutscher Friedens- und Konfliktforscher
- Schetter, Martin (1923–2003), deutscher Politiker (CDU), MdB
- Schetter, Rudolf (1880–1967), deutscher Politiker (Zentrum), MdR
- Schetter, Willy (1928–1992), deutscher Altphilologe
- Schettina, Kevin (* 1993), österreichischer Eishockeyspieler
- Schettina, Martina (* 1961), österreichische Malerin
- Schettina, Vladimiro (* 1955), paraguayischer Fußballspieler
- Schettini, Luigi Piero (1908–1973), italienischer Komponist
- Schettino, Bruno (1941–2012), italienischer Theologe, römisch-katholischer Erzbischof von Capua
- Schettino, Francesco (* 1960), italienischer Kapitän
- Schettino, Giovanna (* 1998), italienische Ruderin
- Schettkat, Albert (1902–1945), deutscher Politiker (KPD), Gewerkschafter und Widerstandskämpfer gegen das NS-Regime
- Schettkat, Ronald (* 1954), deutscher Wirtschaftswissenschaftler
- Schettler, Elisabet (1913–2003), deutsche Malerin, Grafikerin und Bildhauerin
- Schettler, Falk (* 1968), deutscher Musikjournalist
- Schettler, Fritz (1879–1946), deutscher Zeitungsverleger
- Schettler, Gotthard (1917–1996), deutscher Internist und Hochschullehrer
- Schettler, Peter (1944–2021), deutscher Maler, Zeichner und Grafiker
- Schettler, Wolfgang (* 1880), deutscher Verwaltungsbeamter und Politiker
- Schetty, Josef (1824–1894), Schweizer Färbereiunternehmer
- Schetty, Peter (* 1942), Schweizer Autorennfahrer und Teamchef der Scuderia Ferrari

### Schety
- Schetyna, Grzegorz (* 1963), polnischer Politiker, Mitglied des SejmGrzegorz Schetyna (* 1963)

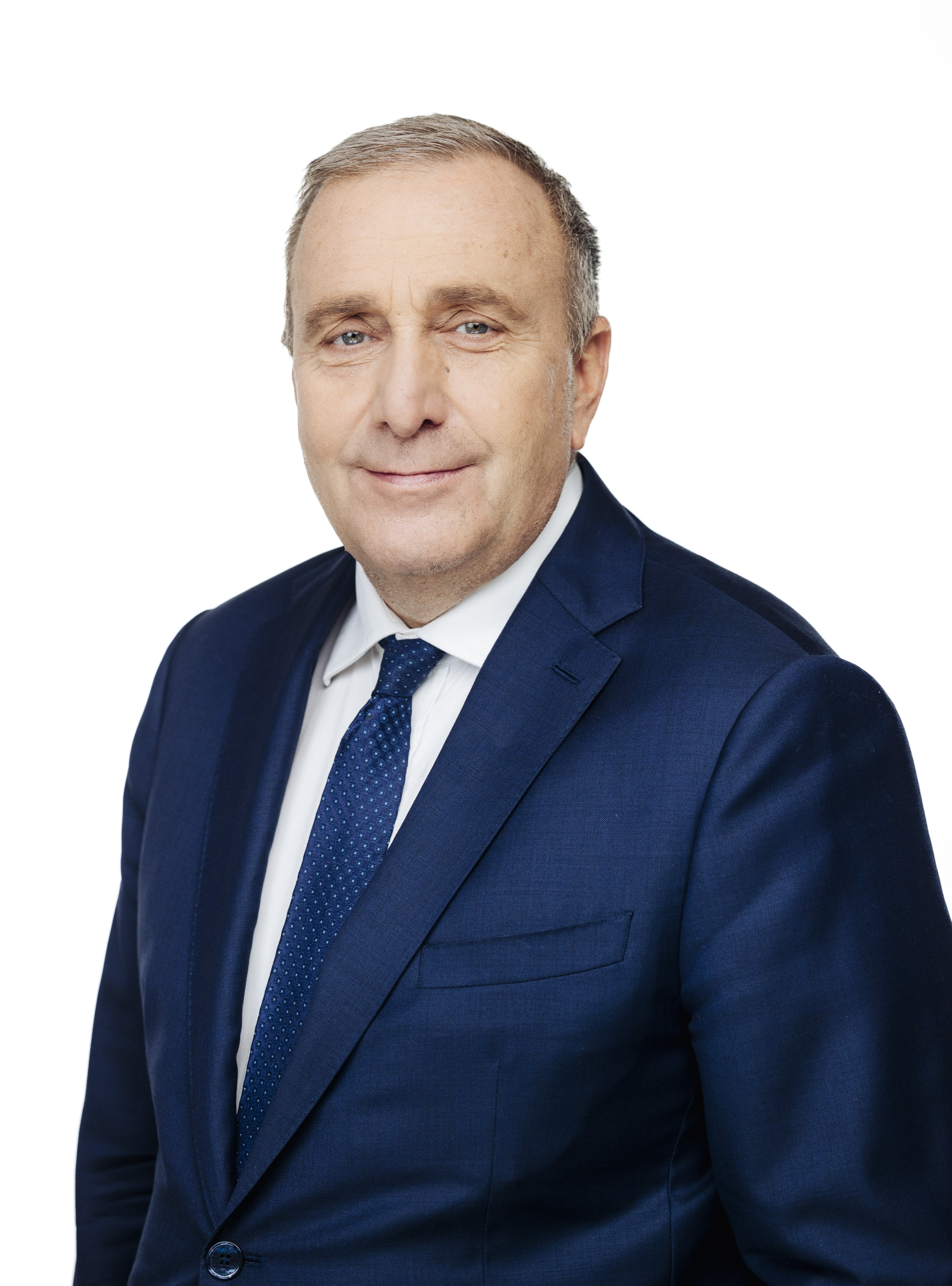
Grzegorz Schetyna (* 1963)

### Schetz
- Schetz, Anthonie (* 1564), niederländischer Militärführer
- Schetzel, Georg († 1599), hessischer Oberforst- und Jägermeister
- Schetzler, Johann Bonifaz († 1572), Botenmeister und Lehenschreiber